# Black 'n' Roll
Black 'n' roll este un subgen de black metal care încorporează elemente din Speed Metal, Heavy Metal, hard rock și rock and roll din anii 1970. Formațiile Kvelertak, Vreid și Khold sunt caracterizate de acest subgen. Alte grupuri muzicale care au experimentat acest stil sunt Satyricon, Darkthrone, Nachtmystium, Nidingr, Craft și Sarke.